# Konstsmed
Som konstsmed är man formgivare och arbetar med konsthantverk. Smederna tillverkar bland annat ljuskronor, grindar, skulpturer eller inredningsdetaljer. En del konstsmeder är specialiserade på att tillverka vackra knivar eller andra eggverktyg. 
Konstsmeden arbetar i en konstsmedja huvudsakligen med järn som värms i en ässja och smides till sin rätta form på städ eller i maskinhammare. Även svetsning, nitning och många andra arbetsmoment förekommer. Som konstsmed är man oftast egen företagare. Det kan vara svårt att etablera sig i yrket eftersom det drar stora kostnader att etablera en smedja med all den utrustning som behövs.